# جوردن دونستان
جوردن دونستان هو لاعب كرة قدم كندي في مركز الدفاع، ولد في 21 مارس 1993 في ميسيساغا في كندا. لعب مع Nashville SC (2018–19) ‏.

## وصلات خارجية
- جوردن دونستان على موقع قاعدة بيانات كرة القدم.إي يو (الإنجليزية)
- جوردن دونستان على موقع Soccerway.com (الإنجليزية)